# Aspinatimonomma palawanum
Aspinatimonomma palawanum es una especie de coleóptero de la familia Monommatidae.

## Distribución geográfica
Habita en Filipinas.